# Wyatt Teller
Wyatt Teller (Manassas, Virginia, 21 de noviembre de 1994) es un jugador profesional estadounidense de fútbol americano que se desempeña en la posición de lineman en Cleveland Browns, equipo de la National Football League (NFL).

## Carrera
Fue seleccionado en la quinta ronda en la Reunión Anual de Selección de Jugadores de la NFL de 2018. Hizo su debut profesional con el equipo Buffalo Bills, en el cual jugó una temporada (2018-2019), luego pasó a Cleveland Browns, donde lleva jugando cinco temporadas.